# Araneus demoniacus
Araneus demoniacus är en spindelart som beskrevs av Lodovico di Caporiacco 1939. Araneus demoniacus ingår i släktet Araneus och familjen hjulspindlar.
Artens utbredningsområde är Etiopien. Inga underarter finns listade i Catalogue of Life.